# The Drifter (1917)
The Drifter é um filme norte-americano de 1917, do gênero faroeste, lançado pela Universal Pictures e estrelado por Harry Carey.

## Elenco
- Harry Carey ... Cheyenne Harry
- Claire Du Brey ... Dora Mason